# Joe Lally
Joseph Francis Lally  (Silver Spring, Maryland, 3 de diciembre de 1963) es un bajista y cantautor estadounidense, conocido por su participación en el grupo de punk rock Fugazi.

## Biografía
En 1987 fue cofundador de la banda Fugazi con Ian MacKaye. Formó parte de esta banda hasta que en 2003 pasó a estar inactiva por tiempo indefinido.
De 1994 a 2001, trabajó como productor discográfico en el sello Tolotta Records, con sede en Arlington (Virginia) y asociado a Dischord Records.
A principios de 2002, Lally se asoció a Shelby Cinca y Jason Hamacher, ambos exmiembros de Frodus, en un proyecto llamado The Black Sea, que posteriormente pasaría a llamarse Decahedron y publicaría un EP y un álbum antes de que Lally dejara la banda. En 2004 fundó el grupo Ataxia junto con John Frusciante y Josh Klinghoffer. Publicaron dos álbumes, Automatic Writing (2004) y AW II (2007).
En octubre de 2006 publicó su primer álbum en solitario, There to Here, que contó con la participación de Ian MacKaye, Guy Picciotto, Amy Farina y Jerry Busher, entre otros.
En 2007 realizó una gira por Estados Unidos con la banda Capillary Action. En noviembre de aquel mismo año publicó su segundo álbum en solitario, Nothing Is Underrated. En 2011, realizó una gira por Italia, Francia y Suiza y lanzó su tercer álbum, Why Should I Get Used to It, el 26 de abril de dicho año.
En 2016, Lally formó el trío instrumental The Messthetics con el guitarrista Anthony Pirog y el baterista de Fugazi Brendan Canty.  La banda lanzó su álbum debut homónimo bajo el sello Dischord Records en 2018.
En 2018, Lally en compañía de Ian MacKaye (Fugazi) y Amy Farina (The Evens) presentaron una nueva banda. En febrero de 2020, se anunció que la banda, llamada Coriky, publicaría su primer álbum el 27 de marzo de 2020. El primer sencillo, Clean Kill, se lanzó el 11 de febrero de 2020.

## Discografía
con Fugazi
- Repeater (1990) Dischord
- Steady Diet of Nothing (1991) Dischord
- In on the Kill Taker (1993) Dischord
- Red Medicine (1995) Dischord
- End Hits (1998) Dischord
- The Argument (2001) Dischord

en solitario
- There to Here (2006) Dischord
- Nothing Is Underrated (2007) Dischord
- Why Should I Get Used to It (2011) Dischord

con The Messthetics
- The Messthetics (2018) Dischord
- Anthropocosmic Nest (2019) Dischord

con Coriky
- Coriky (2020) Dischord